# Lentille à focale variable
Ne doit pas être confondu avec Optique adaptative.
En optique, une lentille à focale variable ou lentille adaptative est une lentille dont la focale peut être modifiée sans déplacement mécanique. Trois technologies principales existent : les lentilles déformables par actionnement piézoélectrique, les lentilles à cristaux liquides (qui utilisent un changement de l'indice optique des cristaux liquides), et les lentilles liquides (dont la géométrie est contrôlable par des principes microfluidiques).

## Lentilles à cristaux liquides

Ces lentilles utilisent des cristaux liquides qui ont la propriété de voir leur indice optique se modifier en fonction du champ électrique qui leur est appliqué. La zone emplie de cristaux liquides peut avoir une forme de calotte sphérique, comme une lentille classique, ou être plane. Dans ce deuxième cas la forme de l'électrode permet de réaliser un gradient axisymétrique du champ électrique, et donc de l'indice optique. Une autre solution est d'obtenir ce gradient avec une géométrie plane, mais en plaçant entre l'électrode et les cristaux liquides un polymère de permittivité hétérogène.
Les électrodes qui se trouvent sur le chemin optique doivent être les plus transparentes possibles : on utilise des matériaux comme l'oxyde d'indium-étain.

## Lentilles liquides
Dans une lentille liquide, le dioptre est formé par l'interface entre deux liquides non miscibles, ou par la surface d'un liquide contre l'air (dont il est séparé par une membrane transparente). Ajuster la focale de la lentille s'obtient donc en modifiant la forme de la goutte, ce qui est réalisé par plusieurs techniques d'actionnement différentes. 

### Actionnement parélectromouillage

Dans le cas d'une lentille à électromouillage, une cavité cylindrique ou légèrement conique est remplie de deux liquides non miscibles, l'un conducteur et l'autre isolant, présentant un désaccord d'indice optique — il peut s'agir, typiquement, d'une eau salée et d'une huile apolaire. Si les deux liquides ont la même masse volumique, l'interface les séparant est en théorie parfaitement sphérique, dans le cas contraire la gravité vient modifier la forme. La présence de surfaces hydrophile d'un côté, hydrophobe de l'autre, permet de déterminer la position relative des deux liquides.
Une tension est utilisée pour modifier la forme de l'interface (et donc la focale de la lentille). Elle est appliquée entre une électrode située sur les parois et isolée de l'intérieur de la cavité par une couche diélectrique, et le fluide conducteur. La différence de potentiel modifie l'angle de contact, et par là, la courbure de la lentille. La tension de contrôle est de l'ordre de quelques dizaines de volts, et le temps de réaction de l'ordre de la seconde. 
De telles lentilles peuvent être assemblées en matrices pour des applications dans l'affichage 3D,.

### Membrane à polymère électroactif

Lentille à membrane à polymère électroactif.

Ces dispositifs sont constitués d'un liquide contenu par une membrane circulaire en polymère électroactif. La partie centrale sert de lentille, la partie périphérique est surmontée d'une électrode annulaire. En appliquant une tension électrique entre cette électrode et le substrat, on crée une pression électrostatique, qui tend à chasser le fluide vers la partie centrale, gonflant la membrane, et modifiant ainsi la courbure de la lentille. Ces dispositifs, comparés aux autres technologies, se contrôlent avec une faible tension (25V) et sont rapides.

### Déplacement du liquide par un actionneur piézoélectrique

Lentille à actionneur piézoélectrique.

Comme dans les deux technologies précédentes, il s'agit de « gonfler » une membrane remplie de liquide. Mais l'action de pousser le liquide est ici obtenue par un actionneur piézoélectrique de flexion.

### Autres méthodes d'actionnement
Un actionnement par photopolymère a aussi été proposé. Dans le dispositif présenté, le substrat est constitué de deux cavités cylindriques emplies de liquide inerte et reliées par un drain. L'une, fermée par une membrane, fait office de lentille. L'autre est un réservoir, délimité par un membrane photopolymère. Lorsque cette dernière est exposée à un rayonnement UV, elle se courbe, poussant le liquide vers la première cavité. La courbure de la lentille est alors modifiée par le gonflement de la membrane.

## Applications et marchés
Les lentilles adaptatives, comparées aux solutions « classiques » qui réalisent l'adaptation optique en déplaçant mécaniquement des lentilles solides, présentent deux avantages majeurs : une consommation d'énergie réduite d'un à deux ordres de grandeur, et une meilleure compacité. Ces qualités les rendent potentiellement adaptées au marché des smartphones, que visent plusieurs fabricants. Des lentilles adaptatives sont déjà commercialisées pour des marchés plus spécialisées, comme dans le secteur médical.